# オルガン協奏曲
オルガン協奏曲は、オルガンを独奏楽器とする協奏曲。

## 概要
チェンバロ協奏曲と同じくバロックから古典派初期にかけて頻繁に作曲されたが、ロマン派以降には時代の花形のピアノに主導権が移ったこともあり、作品数は激減する。近代以降は再び作品が書かれている。
同様に交響曲にオルガンを持ち込む様式も見られる。サン＝サーンスの交響曲第3番『オルガン付き』が特に有名だが、デュプレの『オルガンと管弦楽のための交響曲』のように、より積極的にオルガン独奏に重点が当てられた実質上の協奏曲形式も見られる。ただし『オルガン交響曲』（オルガンのための交響曲）と言った場合、ヴィドールやヴィエルヌなどの作品のように、オルガン独奏曲を指す場合があり、『オルガン協奏曲』と言った場合もヨハン・ゼバスティアン・バッハの作品のように同様の場合があるので注意を要する。

## 作曲者と作品

### 協奏曲
- ゲオルク・フリードリヒ・ヘンデル - 18曲（作品4（第1集、6曲）、作品7（第3集、6曲）、第2集（6曲、うち4曲は独奏曲）、ほか数曲）
- ジョン・スタンリー - 6つのオルガン協奏曲 Op.10
- アントニオ・ヴィヴァルディ - ヴァイオリンとオルガンのための協奏曲（2曲）、ヴァイオリン、オルガン、チェロのための協奏曲（2曲）
- フランティシェク・クサヴェル・ブリクシ - オルガン協奏曲ニ短調、他
- ミシェル・コレット - 6つのオルガン協奏曲 Op.26
- フランツ・ヨーゼフ・ハイドン - （7曲、チェンバロ協奏曲との区別は曖昧）
- フェルディナンド・パエール - オルガン協奏曲ニ長調
- エベニーザー・プラウト - オルガン協奏曲第1番ホ短調 Op.5（1872-73年）、オルガン協奏曲第2番変ホ長調 Op.35（1909年）
- ジョゼフ・カラーツ - オルガン協奏曲ヘ長調 Op.18
- ヨーゼフ・ラインベルガー - オルガン協奏曲第1番ヘ長調 Op.137（1884年）、オルガン協奏曲第2番ト短調 Op.177（1893-94年）
- マルコ・エンリコ・ボッシ -  オルガン協奏曲イ短調 Op.100（1900年）
- ホレイショ・パーカー - オルガン協奏曲変ホ短調 Op.55（1902年）
- アルフレード・カゼッラ - オルガン、ティンパニ、打楽器と弦楽のための『ローマ協奏曲』 Op.43 (1926年)
- ハワード・ハンソン - オルガン、ハープと弦楽のための協奏曲 Op.22/3（1926年）
- ヴァルター・ブラウンフェルス - オルガン協奏曲 Op.38（1927年）
- パウル・ヒンデミット - オルガンと室内管弦楽のための協奏曲（室内音楽第7番） Op.46/2（1927年）、オルガン協奏曲（1962年）
- ヨン・レイフス - オルガン協奏曲 Op.7（1930年）
- マルセル・デュプレ - オルガン協奏曲ホ短調 Op.31（1934年）
- ギュンター・ラファエル - オルガン協奏曲 Op.57（1936年）
- レオ・サワビー - オルガン協奏曲第1番ハ長調（1937年）、オルガンとオーケストラのための古典協奏曲（1944年）、オルガン協奏曲第2番（1968年）
- フランシス・プーランク - オルガン、弦楽とティンパニのための協奏曲 ト短調（1938年）
- パウル・ミュラー＝チューリッヒ - オルガン協奏曲 Op.28（1938年）
- ヘルマン・シュレーダー（英語版） - オルガン協奏曲 Op.25（1938年）
- エルンスト・クルシェネク - チェンバロ、オルガンと室内オーケストラのための小協奏曲 Op.88（1939-40年）、オルガン協奏曲第1番 Op.230（1979年）、オルガン協奏曲第2番 Op.235（1982年）
- エルンスト・ペッピング - オルガン協奏曲第1番、第2番（1941年）
- フロール・ペーテルス（英語版） オルガン協奏曲 Op.52（1944年）
- ミゲル・ベルナル＝ヒメネス - オルガンと管弦楽のための小協奏曲『祭壇の後ろの中世風の衝立』（1949年）
- ジャン・ラングレー - オルガン協奏曲第1番 Op.61（1949年）、オルガン協奏曲第2番 Op.122（1961年）、オルガン協奏曲第3番『反動』 Op.166（1971年）
- ヘンドリク・アンドリーセン - オルガン協奏曲（1950年）
- ペトル・エベン - オルガン協奏曲第1番（1954年）、オルガン協奏曲第2番（1988年）
- ピエール・プティ - オルガン、弦楽と打楽器のための小協奏曲（1958年）
- サミュエル・アドラー（英語版） - オルガン協奏曲（1970年）
- ケネス・レイトン（英語版） - オルガン協奏曲 Op.58（1970年）
- ハラルド・ゲンツマー - オルガン協奏曲（1970年）、オルガン協奏曲第2番（1980年）
- ピーター・ディキンソン（英語版） - オルガン協奏曲（1971年）
- シャルル・シェーヌ（英語版） - オルガン、弦楽オーケストラ、ティンパニと打楽器のための協奏曲（1973年）
- マリアン・サヴァ（英語版） - 6曲（1974年、1993年、1995年、1996年、1997-2002年、1997年）
- エイノユハニ・ラウタヴァーラ - オルガン協奏曲『受胎告知』（1976-77年）
- フレデリック・メーグル - オルガン協奏曲『無限の瞬間』（1977年）
- ルイス・トゥーボス（オランダ語版） - 電子オルガン協奏曲 Op.125（1983年）
- フランツ・クロップフライター（ドイツ語版） - オルガン協奏曲『ライプツィヒ協奏曲』（1984年）
- ネッド・ロアム（英語版） - オルガン協奏曲（1985年）
- ジョン・バックリー - オルガン協奏曲（1992年）
- トリスタン・ケウリス - オルガン協奏曲（1992-93年）
- エマ・ルー・ディーマー（英語版） - オルガンと室内オーケストラのための1楽章の協奏曲『アラスカ』（1995年）
- エンヨット・シュナイダー - オルガン協奏曲『エコー』 （2002年）
- フランク・ツァーベル（オランダ語版） – オルガンと大オーケストラのための協奏曲『タッチング・カラーズ』（2002-2003年）
- ジェームズ・マクミラン（英語版） - オルガン協奏曲『スコットランド動物寓話集』（2003-04年）
- カール・リュッティ（英語版） - オルガン協奏曲第1番（2010年）、オルガン協奏曲第2番（2011年）
- ジャン＝バティスト・ロバン（英語版） - オルガン協奏曲『メカニック・ファンタジー』（2013年）

### オルガンを含む管弦楽作品
オルガンが主役として扱われる作品に限る。
- アレクサンドル・ギルマン - 交響曲第1番 Op.42a（1879年）、幻想行進曲ヘ長調 Op.44/3（1886年）、『スターバト・マーテル』による瞑想曲 Op.63（1886年）、アレグロヘ長調 Op.81（1894年）、シューマンをたたえるフィナーレ Op.83（1897年）、交響曲第2番 Op.91a（1906年）
- ジョゼフ・カラーツ - オルガンと管弦楽のための演奏会用大幻想曲 Op.4
- シャルル＝マリー・ヴィドール - ポルトガル序曲（1865年）、オルガンと管弦楽のための交響曲 Op.42[bis]（1882年）、交響曲第3番ホ短調 Op.69（1895年）、シンフォニア・サクラ Op.81（1908年）
- カミーユ・サン＝サーンス - 交響曲第3番『オルガン付き』（1886年）、糸杉と月桂樹（1919年）
- オットリーノ・レスピーギ - オルガンと弦楽のための組曲ト長調（1905年）
- マックス・ブルッフ - オルガンと管弦楽のための組曲（組曲第3番） Op.88b（1904-1915年）
- チャールズ・ヴィリアーズ・スタンフォード - オルガンと管弦楽のための演奏会用小品 Op.181（1921年）
- アーロン・コープランド - オルガンと管弦楽のための交響曲（1924年）
- マルセル・デュプレ - 行列と連祷 Op.19/2（1925年）、オルガンと管弦楽のための交響曲ト短調 Op.25（1927年）、英雄的詩曲 Op.33（1936年）
- ジョゼフ・ジョンゲン - 協奏交響曲 Op.81（1926年）
- パーシー・ホイットロック - オルガンと管弦楽のための交響曲ト短調（1936-37年）
- ウォルター・ピストン - オルガンと弦楽のための前奏曲とアレグロ（1943年）
- アラム・ハチャトゥリアン - 交響曲第3番「シンフォニー・ポエム」（1947年）
- レオ・サワビー - オルガンと管弦楽のための演奏会用小品 H.307（1951年）
- サミュエル・バーバー – 祝典トッカータ Op.36（1960年）
- ジグモンド・サットマリー（英語版） - オルガンと室内オーケストラのための5楽章（1963年）
- ウィリアム・ラヴロック - 協奏交響曲（1968年）
- サミュエル・アドラー（英語版） - オルガンと管弦楽のための『ルクス・ペルペトゥア』（1998年）
- ポウル・ルーザス - 交響曲第4番『オルガン交響曲』（2008年）
- 芥川也寸志 - オルガンとオーケストラのための「響」
- 池辺晋一郎 - オルガンとオーケストラのための「ダイモルフィズム（同質二像）」
- 尾高惇忠 - オルガン幻想曲

### 「オルガン協奏曲」と題する独奏曲
上述の通り、オルガン独奏曲が「協奏曲」という名前を持つ場合がある。
- ヨハン・ゼバスティアン・バッハ - 6曲 BWV592-597
- ゴトフレズ・マティソン＝ハンセン（デンマーク語版） - オルガン協奏曲ニ短調 Op.15（1874年）
- ライフ・ティボ（英語版） - オルガン協奏曲（1953-54年）、オルガン協奏曲第2番『聖アンドリュー』（1956年）
- ラインハルト・シュヴァルツ＝シリング - オルガン協奏曲（1957年）
- ライフ・カイサー - オルガン協奏曲（1965年）